# Tenrikyō
Tenrikyo (天理教, Tenrikyō) is een nieuwe Japanse religieuze beweging die ontstond in de 19de eeuw. Ze werd gesticht door Nakayama Miki, ook wel Oyasama genoemd door Haar volgelingen. De godheid van deze monotheïstische religie is Tenri-Ō-no-Mikoto. De spirituele en administratieve leider van de kerk heet Shinbashira. De leer van Tenrikyo staat opgetekend in de Drie Geschriften. Het centrale thema van de leer is het leven van een Joyous Life. De beweging telt wereldwijd zo'n 2 miljoen volgers, waarvan 1,5 miljoen in Japan. Het kan daarom worden beschouwd als een wereldreligie.

Tenrikyo embleem

## Geschiedenis

### Ontstaan (1837-1887)
Nakayama Miki's zoon kreeg in 1837 zware pijn in zijn been. Na een jaar werd de pijn ondraaglijk en het gezin besloot een genezingsritueel voor de jongen te houden. Toen de monnik die dit ritueel leidde tijdelijk afwezig was, werd er aan Nakayama Miki gevraagd om de leiding over te nemen. Tijdens de uitvoering, werd Nakayama Miki bezeten door Tenri-Ō-no-Mikoto (Grote Eerbeidwaardige Godheid van het Hemelse Principe, ook wel God de Ouder genoemd). De Godheid eiste dat Nakayama Miki het schrijn van de God werd, zodat Hij via haar kon spreken. Nakayama Miki's man aarzelde echter en pas drie dagen later gaf hij toe aan de eis van Tenri-Ō-no-Mikoto. Deze dag, 26 oktober 1838, markeert het begin van Tenrikyo.
In de drie jaren die daarop volgden, trok Nakayama Miki zich terug in de voorraadschuur van haar huis. Haar familieleden getuigden dat ze Nakayama Miki konden horen praten met iemand, hoewel ze telkens alleen was in die voorraadschuur. Tijdens deze jaren droeg Tenri-Ō-no-Mikoto de leerstellingen van Tenrikyo en hoe men deze moest naleven over aan Nakayama Miki. Het was tijdens deze periode dat Nakayama Miki begon met het weggeven van haar al haar bezittingen, wat zorgde tot grote wanhoop van haar echtgenoot. De dorpelingen dachten zelfs dat Nakayama Miki gek geworden was.
In 1854 begon Nakayama Miki met de "Grant for Safe Childbirth". Dit was het eerste van verscheidene heilzame rituelen waarmee Ze volgelingen aantrok. Izo Iburi was een van Nakayama Miki's eerste volgelingen. Zij had Izo's vrouw geholpen nadat zij een miskraam had gehad. De vrouw genas snel, waardoor Izo zich met grote devotie toewijdde aan Tenri-Ō-no-Mikoto. Hij was timmerman en bouwde een plek waar volgelingen samen konden bidden. Nakayama Miki was onder de indruk van Izo's toewijding en Zij wou dat hij mee in haar huis kwam wonen. Enkele jaren later ging Izo in op dit verzoek. Na Nakayama Miki's dood werd Izo zwaar ziek. Enkele weken later werd besloten om Izo tot Honseki (lett. de Hoofdzetel) te benoemen, waarop hij onmiddellijk beter werd, het was alsof hij nooit ziek geweest was. Vanaf dan werden de woorden van Tenri-Ō-no-Mikoto doorgegeven via Izo.

### Tenrikyo na Nakayama Miki (1887-1945)

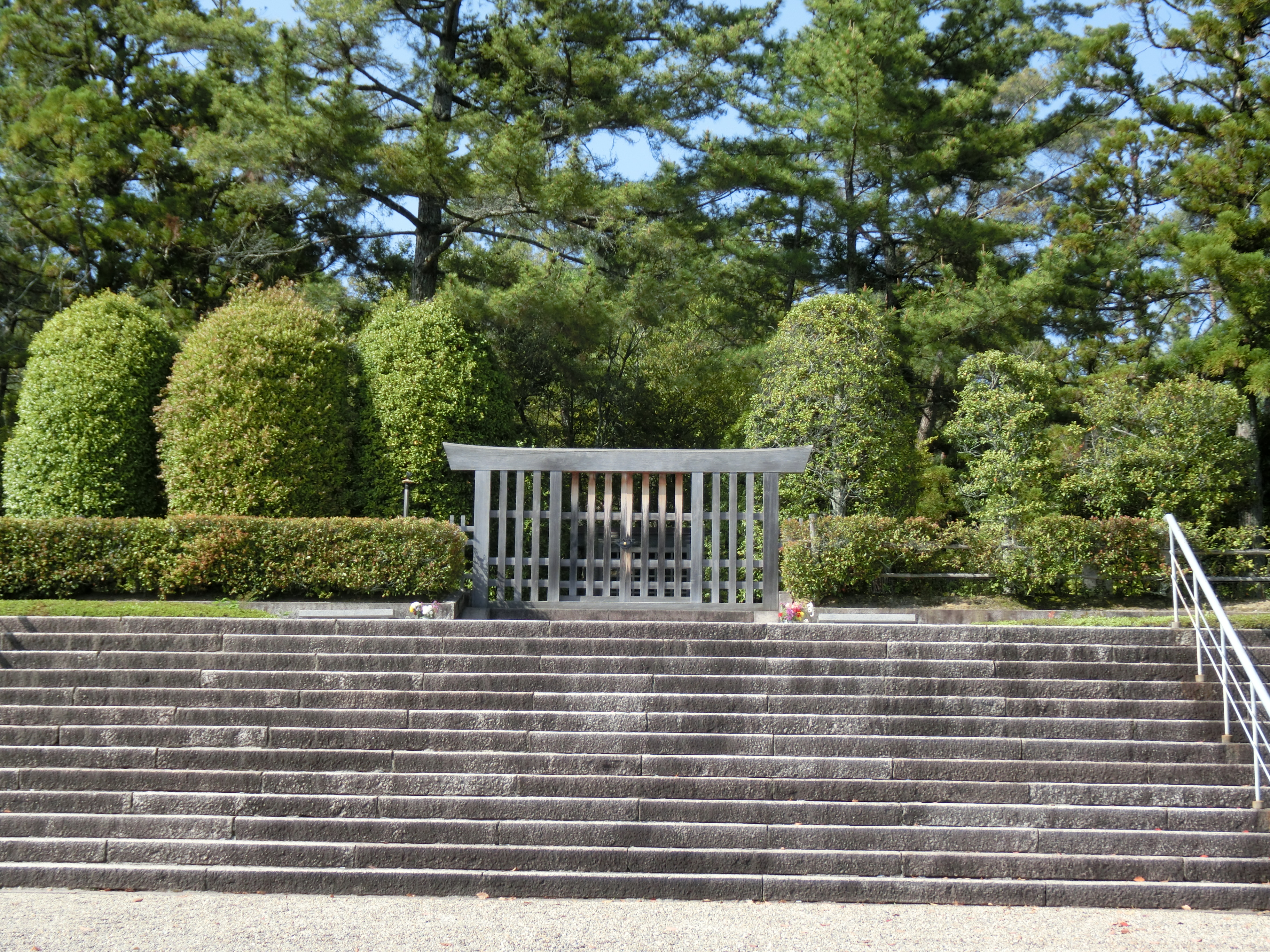
Het graf van Nakayama Miki

Nakayama Miki stierf op 26 januari 1887. Eén jaar na haar dood, telde de kerk al 200.000 volgelingen. Tenrikyo werd echter hevig onderdrukt door de staat. Deze onderdrukking werd minder fel toen Tenrikyo in 1888 erkend werd door de staat als een tak van het Shintoïsme. In de eerste tien jaar na Nakayama Miki's dood, ontstonden vele grote Tenrikyo kerken. Eén hiervan was de Koriyama Branch Church, waar in 1892 al meer dan 3.000 huishoudens lid van waren. In 1896 had Tenrikyo in totaal 3.137.113 volgelingen. De spectaculaire groei van de kerk zorgde ook voor negatieve reacties. De media bestempelde Tenrikyo als asociaal wegens hun lage sociale moraal en hun manier van genezen. Vanaf 1896 werd Tenrikyo streng gecontroleerd door de Japanse staat. Er werd besloten dat mannen en vrouwen niet meer samen diensten mochten bijwonen, dat medische rituelen moesten stoppen en dat donaties niet langer afgedwongen mochten worden. De kerk ging bijna ten onder aan deze strenge maatregelen, maar had geen andere keuze dan mee in te stemmen. Naar buiten toe, leek Tenrikyo enkele wijzigingen door te voeren aan hun leer, in overeenstemming met de eisen van de staat, maar de volgelingen bleven trouw aan de originele leer.
Het Bureau voor Shintoïsme adviseerde Tenrikyo om een autonome religie te worden. Tenrikyo diende daarop een petitie in bij het ministerie van binnenlandse zaken voor onafhankelijkheid van het shintoïsme. Pas in 1908 slaagde Tenrikyo erin autonoom te worden en werd het erkend als een van de 13 sectaire shinto-bewegingen.
In 1900 werd het eerste instituut opgericht voor het onderwijzen en opleiden van Tenrikyo priesters. Om onafhankelijk te blijven, moest Tenrikyo vele onderdelen van het Staatsshinto overnemen. De gesystematiseerde doctrine werd genoteerd in 'De Doctrine van Tenrikyo', dat na herziening goedgekeurd werd door de staat. Vele priesters bleven echter de originele leer volgen.
Toen in 1908 Tenrikyo erkend werd als een onafhankelijke religie, werd Shinnosuke Nakayama aangeduid als de eerste Shinbashira, de spirituele en administratieve leider van Tenrikyo. Ook werden er hervormingen doorgevoerd in de Tenrikyo opleiding. Er ontstonden twee opleidingen: de Honka of de Hoofdopleiding, die één jaar duurde, en de Bekka of Speciale Opleiding, die 6 maanden duurde.
Door de felle onderdrukking in Japan, zochten vele missionarissen volgelingen in andere landen zoals Korea, Taiwan, de Verenigde Staten, Canada, Brazilië en Zuidoost Aziatische landen.

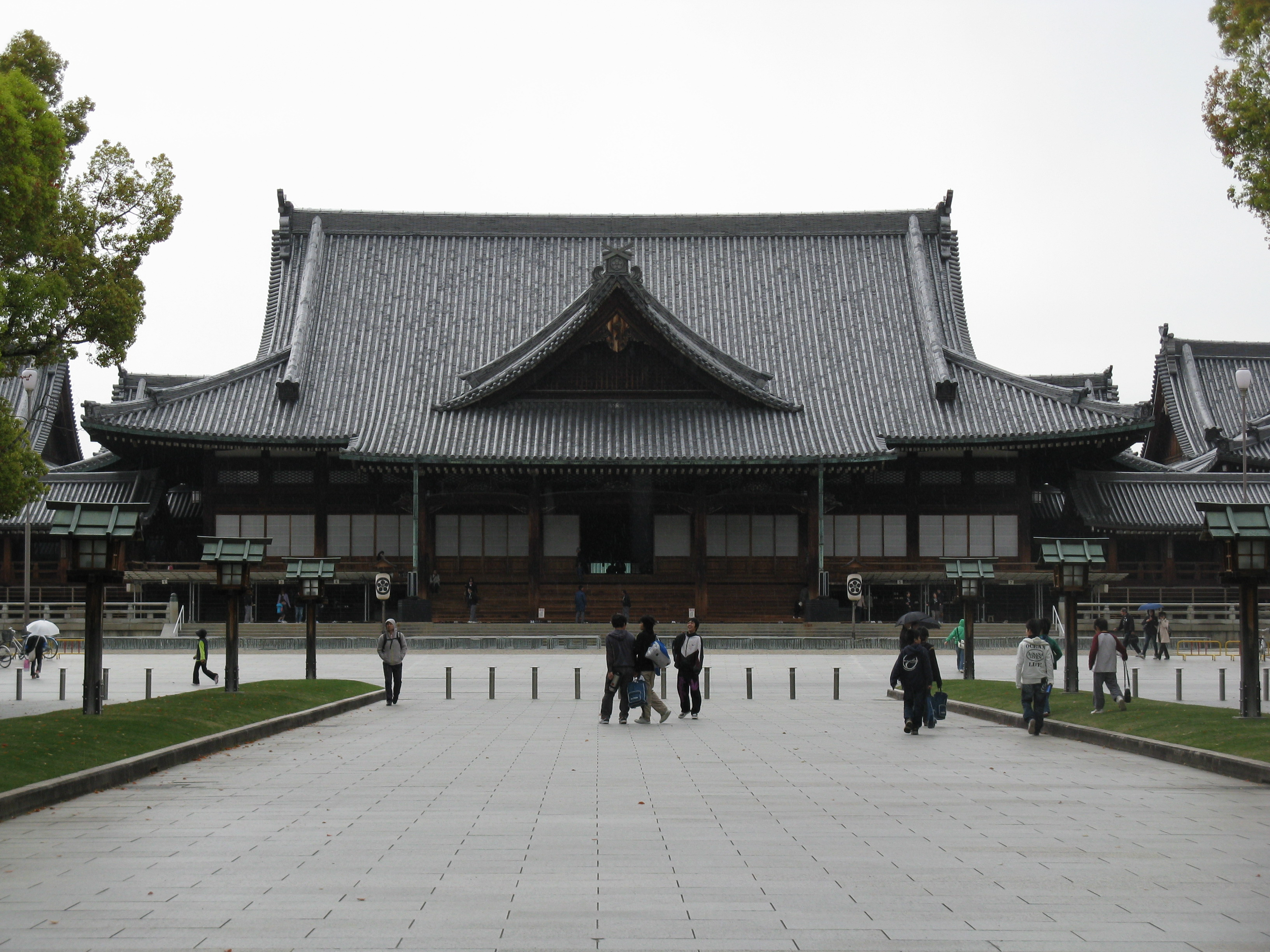
Het hoofdkwartier van Tenrikyo in Tenri, Nara.

Tijdens de Taishō periode kreeg Tenrikyo niet alleen de vrijheid om hun geloof te prediken, maar spoorde de staat hen ook aan om dit te doen. Het idee hierachter was om een sterkere sociale orde te krijgen door het samenbrengen van mensen. Door de verminderde staatscontrole, kon men opnieuw liederen zingen, die sinds 1896 verboden waren. In deze periode stichtte Tenrikyo ook een school, de Tenri Centrale Bibliotheek, de Tenri Basisschool en tal van andere onderwijsinstellingen. In 1925 waren er 2,172 Tenrikyo kerken. Een biografie van Nakayama Miki werd geschreven, de Ofudesaki werd officieel gepubliceerd en volgelingen konden beschikken over hun eigen exemplaren van alle geschriften.
Vanaf midden jaren 1930, werden religies opnieuw hard aangepakt. In deze periode beschuldigde de staat Tenrikyo valselijk van belastingontduiking, zodat de staat hun hoofdkwartier kon doorzoeken. Om erger te voorkomen, kondigde Tenrikyo in 1939 aan dat ze hervormingen gingen doorvoeren (Japans: kakushin) in overeenstemming met de eisen van de staat. Opnieuw moest men dus fel afwijken van de originele leer van Nakayama Miki. De staat dreigde ermee Tenrikyo te ontbinden wegens oneerbiedigheid tegenover de keizer en de staat. De hervormingen waren dus noodzakelijk voor het voortbestaan van de leer.

### 1945 - nu

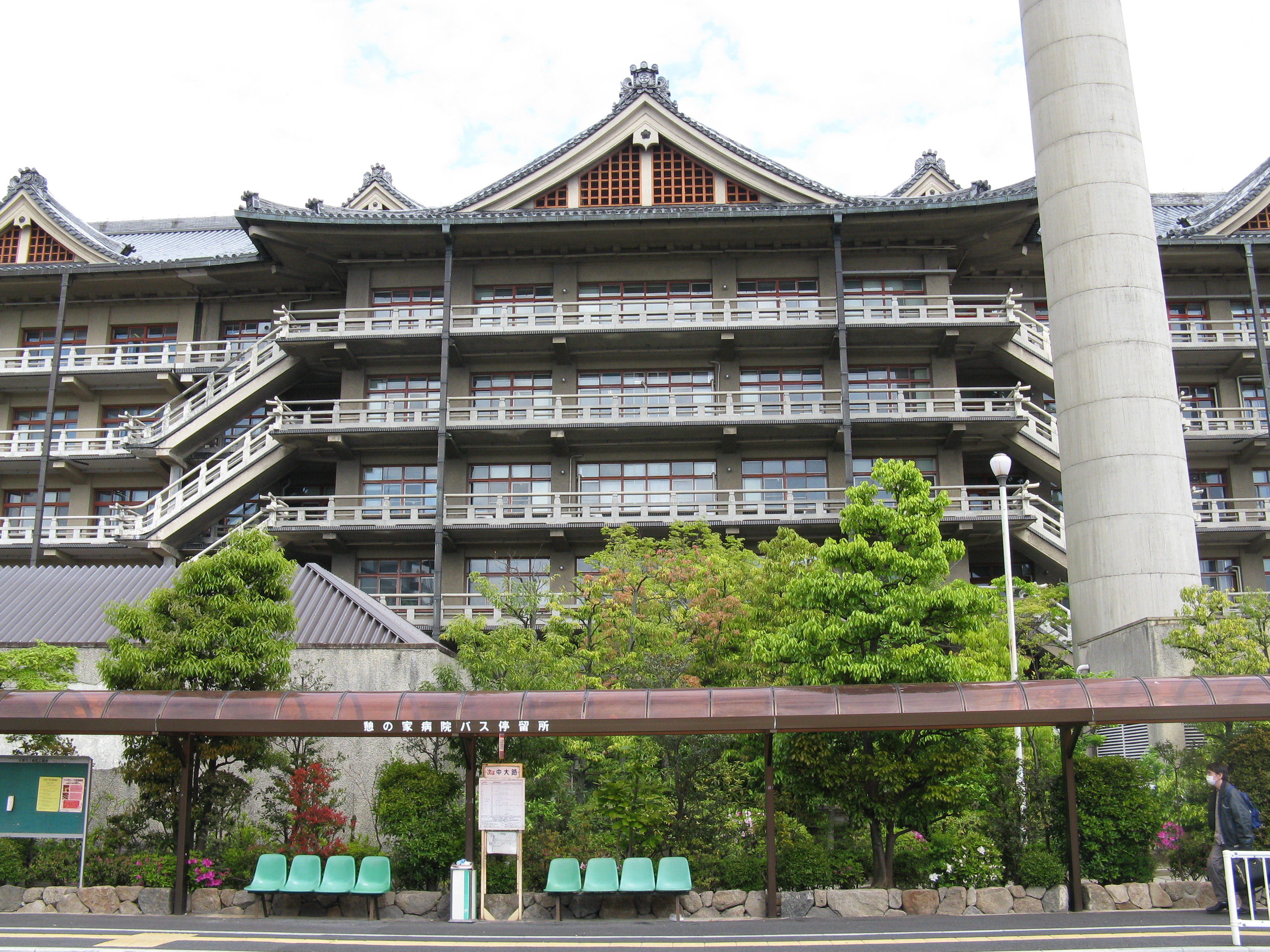
Tenri Ziekenhuis, een deel van het Oyasato-yakata complex.

Op de dag dat Japan capituleerde, kondigde Tenrikyo onmiddellijk aan dat de originele leerstellingen en rituelen opnieuw ingevoerd werden. De Japanse naam voor deze restauratie is fukugen. De eerste stap van deze restauratie was het uitgeven van de Drie Geschriften. De Doctrine van Tenrikyo werd ook opnieuw uitgegeven, ditmaal gebaseerd op de originele geschriften zodat elke volgeling week hoe men een spiritueel leven kan leiden. De tweede stap was het bouwen van het Oyasato-yakata gebouwencomplex. Nakayama Miki had verkondigd dat "de Goddelijke Residentie 8 cho zal zijn". Elke zijde van het gebouw is 872 meter. De constructie begon in 1954. In totaal zal het complex 68 vleugels tellen, waarvan er momenteel 25 klaar zijn. Het doel van het complex is een model van het Joyous Life te bouwen in het Huis van God de Ouder dat als voorbeeld kan dienen om een Joyous Life te realiseren. De tweede Shinbashira bezocht tussen 1945 en zijn dood in 1967 veel landen waar hij de leer van Tenrikyo predikte.
In 1967 werd Nakayama Zenye de derde Shinbashira. In zijn onderricht gaf hij prioriteit aan "verrijking van de inhoud van de kerk". Op de dag van Nakayama Miki's 200ste verjaardag, werd Zenji Nakayama de vierde Shinbashira.
Vandaag de dag telt de religie zo'n 2 miljoen aanhangers, waarvan 1,75 miljoen in Japan zelf. Tenrikyo heeft in Japan 16,833 lokale kerken.

## Doctrine

### Joyous Life
Een Joyous Life (Japans: 陽気ぐらし, yōkigurashi) staat centraal in de leer van Tenrikyo. Men beschouwt het lichaam als iets dan men van God leent en men enkel controle over de geest heeft. Een Joyous Life realiseren wil zeggen dat men leeft met een gespiritualiseerde en blije geest. Zaken zoals hebzucht en egoïsme worden gezien als ‘stof’ dat men uit de geest moet ‘vegen’. Men moet dus de geest zuiveren zodat men een leven zonder zorgen en zonder moeilijkheden kan leiden. Mensen moeten elkaar helpen, zachtaardig zijn en een grote dankbaarheid aan Tenri-Ō-no-Mikoto tonen. Op individueel niveau kan men in principe eender waar en wanneer een Joyous Life bereiken. Op wereldniveau een Joyous Life bereiken, wil zeggen dat iedereen ter wereld een gespiritualiseerde geest heeft.

### Joyous acceptance
Joyous acceptance (Japans: たんのう, tannō) moet ons helpen omgaan met negatieve situaties. Men accepteert de situatie waarin men zich bevindt en bekijkt ze met een positieve houding die voortkomt uit het geloof in Tenri-Ō-no-Mikoto. Men kan een situatie positief bekijken omdat men beseft dat men slechts kan leven omdat Tenri-Ō-no-Mikoto ons leven heeft geschonken. Een negatieve gebeurtenis is dus een kans voor spirituele groei, omdat men er positief mee kan omgaan dankzij tanno. Joyous acceptance brengt tevredenheid en voldaanheid in onze geest.

### True sincerity
Wanneer de tanno vast zit in de geest, bereikt men True Sincerity. Dit wil zeggen dat men de wil van Tenri-Ō-no-Mikoto foutloos ervaart en de spirituele groei compleet is. De bekommernis om het zelf is vervangen door een bekommernis voor de ander. Het eigenbelang wordt opzij geschoven en men werkt vooral voor anderen.
In Tenrikyo staat het bereiken van "yoki yusan" of "yoki gurashi" centraal. Hiermee wordt bedoeld dat men op de aarde een leuk leven moet leiden zonder enige vorm van hebberigheid, egoïsme, haat, angst of arrogantie. Er ligt een nadruk op het doen aan liefdadigheid.
Belangrijke kernwoorden
- Yo (陽) is "positief", nagenoeg dezelfde betekenis als Yang in het Chinese Yin en Yang.
- Ki (氣) is "geest" of "energie", nagenoeg dezelfde betekenis als Qi in Chinees.
- Yusan (遊山) is "een uitje naar de bergen" (letterlijk: excursie), hiermee wordt bedoeld dat men er vaak op uit moet trekken.
- Gurashi (暮) is "levensonderhoud", hiermee wordt bedoeld dat men 'van dag tot dag' moet leven.

In Tenrikyo gelooft men in één god, namelijk Tenri-O-no-Mikoto, (God de ouder) "Goddelijke Koning van Hemelse Reden". Reïncarnatie maakt een deel uit van de religie, maar hier ligt niet de nadruk op zoals in het Hindoeïsme.

## Geschriften

### Punt van het Penseel
De leerstellingen van Tenrikyo staan opgetekend in de Ofudesaki (lett. Punt van het Penseel, Japans: 御筆先, ofudesaki). Nakayama Miki schreef het boek zelf tussen 1869 en 1882. Het is het belangrijkste document van Tenrikyo en bestaat uit 1711 gedichten in 17 volumes, geschreven in tanka. Opmerkelijk is dat Nakayama Miki in het boek weinig Chinese tekens gebruikte en meer Japanse kana. Er wordt veelvuldig gebruik gemaakt van metaforen om de teksten meer begrijpbaar te maken. Het voornaamste thema is het belang van het uitvoeren van de Salvation Service. Hiervoor is het nodig dat men luistert naar God en zijn Wil begrijpt.

### De Liederen voor de Dienst
De Liederen voor de Dienst (Japans: 神楽歌, mikagura uta) werden samengesteld door Nakayama Miki zelf. Zoals de naam zegt, bevat het geschrift liederen die gebruikt worden tijdens de rituelen van Tenrikyo. Men gebruikt traditionele instrumenten zoals hyoshigi, chanpon, surigane, taiko, tsuzumi, fue, shamisen, kokyū en koto. De liederen vertellen hoe de mens moet leven om een Joyous Life te realiseren. Ook in dit geschrift worden veel metaforen gebruikt.

### De Goddelijke Aanwijzingen
De Goddelijke Aanwijzingen (Japans: 御指図, osashizu) beschrijft de aanwijzingen van Tenri-Ō-no-Mikoto over hoe we onze geest moeten gebruiken en ons leven moeten leiden. Ze bevatten aanwijzingen die spontaan gegeven zijn en aanwijzingen die gegeven zijn als antwoord op vragen van volgelingen.

## Rituelen

### The Salvation Service
Dit is het belangrijkste ritueel dat onderwezen werd door Nakayama Miki zelf. Het wordt gezien als de universele redding van de mensheid. Door middel van muziek en dans, wordt iedereen die de dienst bijwoont, één in de geest van Tenri-Ō-no-Mikoto. De deelnemers moeten alle zelf-gerichte gedachten uit hun geest bannen. Het eerste deel van het ritueel heet Kagura, wat verwijst naar de kagura maskers die men draagt. De dans wordt uitgevoerd door 10 dansers, 5 mannen en 5 vrouwen. Zij maken verschillende handbewegingen die de voorzienigheid van Tenri-Ō-no-Mikoto moeten voorstellen. Het doel van de dans is de voorzienigheid van Tenri-Ō-no-Mikoto te ontvangen. Het tweede deel van het ritueel heet Teodori, wat verwijst naar de Dans met Handbewegingen. Deze dans wordt uitgevoerd door zes dansers die met hun handen de betekenis van de liederen illustreren. Het doel van de Teodori is te genieten van het Joyous Life door het loslaten van hebzucht en oog-in-oog te staan met Tenri-Ō-no-Mikoto. De dienst wordt uitgevoerd op de Jiba van de Oorsprong, de plaats waar de mensheid ontstond en waar Tenri-Ō-no-Mikoto woont. Op deze plaats staat de Kanrodai, letterlijk de Zoete Dauw Stand. De dienst wordt maandelijks uitgevoerd rond de 26ste.

### Dagelijkse dienst
De dagelijkse dienst (Japans: おつとめ, otsutome) bestaat uit het zittend voorlezen van teksten en bespelen van instrumenten. Ze wordt iedere ochtend en avond uitgevoerd. De dienst moet niet in een kerk uitgevoerd worden, zolang men in de richting van de Jiba kijkt.

### Sazuke
Even belangrijk als het dansen, is het toedienen van Sazuke (Japans: おさづけ, osazuke), een genezingsritueel. De ontvanger luistert naar voorgelezen teksten en ondertussen wordt de ontvanger getransformeerd van een iemand die dingen voor hem laat doen, naar iemand die dingen voor anderen doet. De teksten bevatten de basisleerstellingen van Tenrikyo. Wanneer een persoon Sazuke ontvangt, dan wordt hij yoboku, het hout. Dit is een metafoor voor wat nodig is voor het "bouwen" van een Joyous Life. Sazuke wordt enkel toegediend aan mensen met kwalen. De zuivering kan pas gebeuren door de oprechtheid van de toediener en de ontvanger. Het lichaam zou beter worden door het veranderen van de gedachten.

### Honikishin
Honikishin (Ned.; onzelfzuchtige en dankbare handeling) is elke handeling die ontstaat uit de realisatie dat het leven is toegekend aan de mens door Tenri-Ō-no-Mikoto. Deze handeling, uitgevoerd met dank en zonder hebzucht, is vanzelf onzelfzuchtig omdat men zich ervan bewust is dat het lichaam slechts een geleend ding is. De blijdschap die opwelt uit deze handeling toont zich vanzelf en dit is de ware Hinokishin.

## De hoofdzetel van Tenrikyo

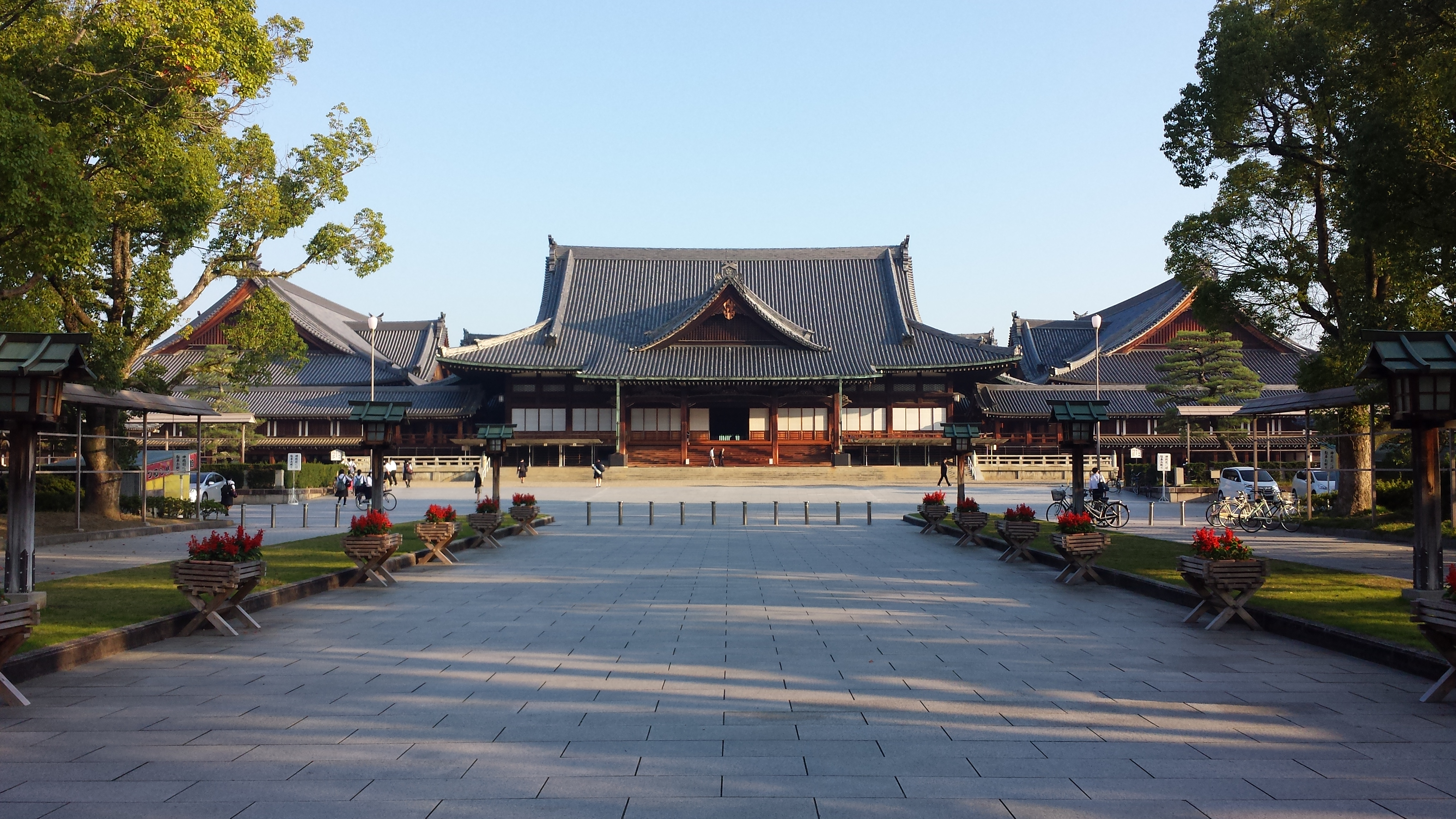
Hoofdzetel van Tenrikyo in Tenri

De hoofdzetel van Tenrikyo bevindt zich in Tenri (Japans: 天理市, Tenri-shi) in de provincie Nara. Niet alleen het hoofdkantoor van Tenrikyo bevindt zich hier, maar ook het Tenri Ziekenhuis, de Tenri Universiteit en tal van andere gebouwen. Al deze gebouwen zijn deel van het Oyasato-yakata
complex.

## Gebouwen

### Het Hoofdheiligdom
Het Hoofdheiligdom bestaat uit het Binnenste Heiligdom, met in het midden de Jiba en vier vereringshallen. De Jiba is de plaats waar de mensheid zijn oorsprong vindt. De Kanrodai is een pilaar die uit 13 hexagonale stenen lagen bestaat. Deze pilaar staat in het midden van de Jiba en is het centrale punt van verering. Rond de Kanrodai wordt de Kagura dienst uitgevoerd. De structuur van het Hoofdheiligdom is gebaseerd op de Osashizu, waarin staat dat Tenri-O-no-Mikoto woont in een "Four-Fronted Mirror Residence". "Four-Fronted" wil zeggen dat wanneer iemand naar het gebouw kijkt, men altijd naar de voorkant kijkt en dat er geen achterkant is. Het wil ook zeggen dat de zegeningen van Tenri-O-no-Mikoto in alle richtingen kunnen stromen. "Mirror Residence" staat symbool voor dat de woonplaats alle dingen binnen zijn bereik exact kan reflecteren. De gedachte hierachter is dat de geest van elk individu weerspiegeld wordt in de geest van Tenri-O-no-Mikoto en dat Hij zich dus bewust is van alle zorgen van de mensen en hen kan redden.

### Het Heiligdom van de Stichteres
Het Heiligdom van de Stichteres bestaat uit de Residentie van de Stichteres, de Verbindende Hal en de Hal van de Stichteres. Het is de plaats waar Nakayama Miki woont en werkt.

### Herdenkingshal
Dit is de plek waar volgelingen komen om hun voorouders te herdenken. Tenrikyo ziet het overlijden van een persoon niet als een einde, maar als het terugtrekken van de ziel uit het lichaam dat men leende van God. Bij het overlijden geeft men dus het lichaam terug aan God.

## Evenementen
Jaarlijks worden er tal van evenementen gehouden in het Huis van de Ouder. De 'Grote Lente Dienst' wordt gehouden op 26 januari, de dag dat Nakayama Miki zich terugtrok uit het fysieke leven. De Grote Herfst Dienst wordt gehouden op 26 oktober en herdenkt de dag dat de Leer gesticht werd in 1838. De Dienst voor de Geboorte van Oyasama wordt gehouden op de geboortedag van Nakayama Miki, 18 april. Jaarlijks wordt ook de Kinderpelgrimage naar de Jiba gehouden. Dit vindt plaats tussen 26 juli en 4 augustus.

## Associaties van Tenrikyo
In het Huis van de Ouder zijn er ook verschillende andere organisaties gevestigd zoals de Women's Association, de Young Men's Association, de Boys and Girls association, de Yoboku Association en de Students Association. Deze associaties hebben elk hun eigen jaarlijkse conventies.

## Buiten Japan
De eerste missionering buiten Japan begon in Korea in 1893, vier jaar later in Taiwan en in 1910 trokken missionarissen naar Europa, meer bepaald Londen. Overzeese activiteiten werden tijdelijk gestopt toen de Tweede Wereldoorlog uitbrak, maar werden hervat in de late jaren 1950. Er zijn vijf missie-hoofdkantoren (Zuid-Korea, Taiwan, Verenigde Staten, Hawaii en Brazilië) en acht missie-centra (Europa, Colombia, Singapore, Hong Kong, Mexico, Thailand, Australië en de Filipijnen).